# Sarah Wayne Callies
Sarah Wayne Callies (n. 1 iunie 1977, La Grange⁠(d), Cook County, Illinois, SUA) este o actriță americană cunoscută în special pentru rolul său din Prison Break, unde o interpretează pe Dr. Sara Tancredi.

## Filmografie
Sarah Wayne Callies a jucat rolul unei doctorițe (Sarah Tancredi) în serialul Prison Break. 

### Film
| An   | Titlu                  | Rol           | Note |
| ---- | ---------------------- | ------------- | ---- |
| 2006 | The Celestine Prophecy | Marjorie      |      |
| 2007 | Whisper                | Roxanne       |      |
| 2008 | Bittersweet            | Robyn         |      |
| 2010 | Lullaby for Pi         | Josephine     |      |
| 2011 | Black Gold             | Kate Summers  |      |
| 2011 | Faces in the Crowd     | Francine      |      |
| 2011 | Foreverland            | Fran          |      |
| 2012 | Black November         | Kate Summers  |      |
| 2014 | Into the Storm         | Allison Stone |      |

### Televiziune
| An        | Titlu                             | Rol                    | Note                            |
| --------- | --------------------------------- | ---------------------- | ------------------------------- |
| 2003      | Law & Order: Special Victims Unit | Jenny Rochester        | Episodul: "Privilege"           |
| 2003      | Dragnet                           | Kathryn 'Kate' Randall | Episodul: "The Brass Ring"      |
| 2003      | Queens Supreme                    | Kate O'Malley          | Episodul: "Flawed Heroes"       |
| 2003      | Tarzan                            | Ofițer Jane Porter     | 9 episoade                      |
| 2004      | The Secret Service                | Laura Kelly            | Episod TV nedifuzat             |
| 2005      | Numb3rs                           | Agent Kim Hall         | Episodul: "Counterfeit Reality" |
| 2005–2009 | Prison Break                      | Dr. Sara Tancredi      | 69 episoade                     |
| 2007      | Queens Supreme                    | Kate O'Malley          | 4 episoade                      |
| 2009      | Prison Break: The Final Break     | Dr. Sara Tancredi      | TV film                         |
| 2010      | House                             | Julia                  | Episodul: "Open and Shut"       |
| 2010      | Tangled                           | Chloe / Sally          | Pilot                           |
| 2010–2013 | The Walking Dead                  | Lori Grimes            | 27 episoade                     |

### Jocuri video
| An   | Titlu            | Rol          |
| ---- | ---------------- | ------------ |
| 2009 | Dexter: The Game | Debra Morgan |

## Premii și nominalizări
| An   | Premiu          | Categorie                     | Lucrare          | Rezultat     |
| ---- | --------------- | ----------------------------- | ---------------- | ------------ |
| 2011 | Saturn Award    | Best Actress on Television    | The Walking Dead | Nominalizare |
| 2012 | Scream Award    | Best Horror Actress           | The Walking Dead | Nominalizare |
| 2012 | Satellite Award | Best Cast - Television Series | The Walking Dead | Câștigat     |